# Escalas de dureza

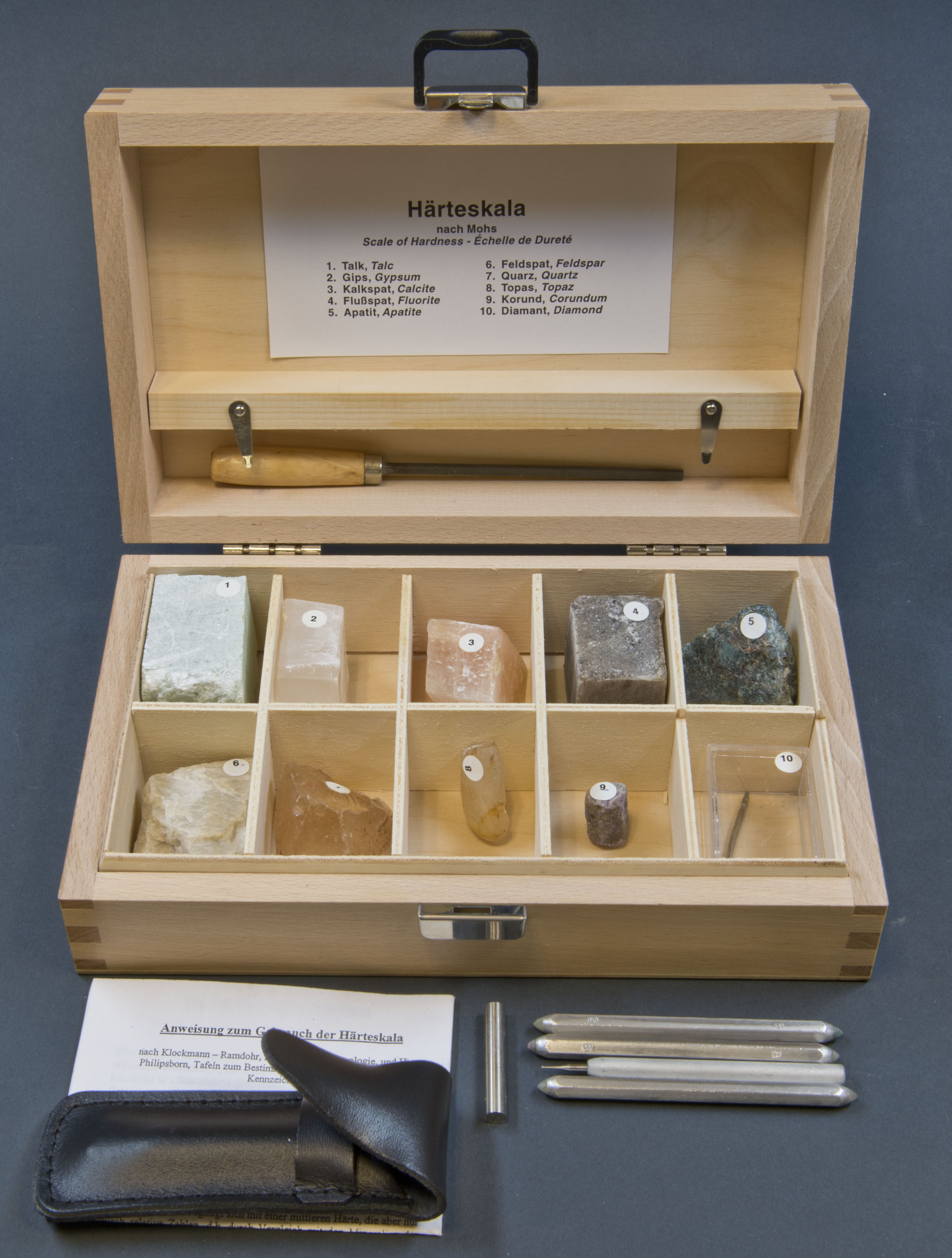
Kit de dureza de Mohs que contiene una muestra de cada mineral en la escala de dureza de diez puntos:
1. Talco
2. Yeso
3. Calcita
4. Fluorita
5. Apatita
6. Feldespato
7. Cuarzo
8. Topacio
9. Corindón
10. Diamante

La dureza es la oposición que ofrecen los materiales a alteraciones como la penetración, la abrasión, el rayado, la cortadura, y las deformaciones permanentes entre otras. En el transcurso de la historia, durante el estudio y clasificación de los minerales, hubo un momento en que se hacía pertinente establecer un método que permitiera discernir los diferentes grados de dureza de las rocas y minerales. El primer intento de establecer un procedimiento para tal fin, poco científico, pero en la práctica bastante profesional, se debió a Friedrich Mohs en su libro de 1812 Versuch einer Elementar-Methode zur naturhistorischen Bestimmung und Erkennung der Fossilien; es una de varias definiciones de dureza en ciencia de materiales, algunas de las cuales son más cuantitativas. Su sencillez (tanto de memorización como de aplicación), lo ha afianzado en esta posición, ya que puede emplearse en el trabajo de campo de los geólogos.
El método de comparar la dureza observando qué minerales pueden rayar a otros es de gran antigüedad, habiendo sido mencionado por Teofrasto en su tratado Sobre las piedras, en 300 a. C., seguido por Plinio el Viejo en su Naturalis Historia, en 77 d. C. La escala de Mohs es útil para la identificación de minerales en el campo, pero no es un predictor preciso de qué tan bien resisten los materiales en un entorno industrial.
Al tratar de establecer comparaciones de dureza con valores absolutos y más precisos, se crearon otros métodos y escalas que, por lo general, adoptaron el nombre de su creador. El presente artículo recoge dichas escalas.

Estructura cristalina del corindón

## Minerales de referencia
La escala de Mohs de dureza de los minerales se basa en la capacidad de una muestra natural de mineral para rayar visiblemente otro mineral. Las muestras de materia utilizadas por Mohs son todos minerales diferentes. Los minerales son sólidos químicamente puros que se encuentran en la naturaleza. Las rocas están formadas por uno o más minerales. Al ser la sustancia natural más dura conocida cuando se diseñó la escala, el diamante se encuentra en la parte superior de la escala. La dureza de un material se mide en la escala encontrando el material más duro que el material dado puede rayar, o el material más blando que puede rayar el material dado. Por ejemplo, si un material es rayado por apatita pero no por fluorita, su dureza en la escala de Mohs estaría entre 4 y 5.
«Rayar» un material a efectos de la escala de Mohs significa crear dislocaciones no elásticas visibles a simple vista. Con frecuencia, los materiales que están más abajo en la escala de Mohs pueden crear dislocaciones microscópicas no elásticas en materiales que tienen un número de Mohs más alto. Aunque estas dislocaciones microscópicas son permanentes y a veces perjudiciales para la integridad estructural del material más duro, no se consideran «arañazos» para la determinación de un número en la escala de Mohs.
Cada uno de los diez valores de dureza de la escala de Mohs está representado por un mineral de referencia, la mayoría de los cuales están muy extendidos en las rocas.
La escala de Mohs es una escala ordinal. Por ejemplo, el corindón (9) es dos veces más duro que el topacio (8), pero el diamante (10) es cuatro veces más duro que el corindón. La tabla siguiente muestra la comparación con la dureza absoluta medida por un esclerómetro, con ejemplos pictóricos.
| Dureza Mohs | Referencia mineral   | Fórmula química       | Dureza absoluta | Imagen |
| ----------- | -------------------- | --------------------- | --------------- | ------ |
| 1           | Talco                | Mg3Si4O10(OH)2        | 1               |        |
| 2           | Yeso                 | CaSO4·2H2O            | 2               |        |
| 3           | Calcita              | CaCO3                 | 14              |        |
| 4           | Fluorita             | CaF2                  | 21              |        |
| 5           | Apatita              | Ca5(PO4)3(OH−,Cl−,F−) | 48              |        |
| 6           | Ortoclasa feldespato | KAlSi3O8              | 72              |        |
| 7           | Cuarzo               | SiO2                  | 100             |        |
| 8           | Topacio              | Al2SiO4(OH−,F−)2      | 200             |        |
| 9           | Corindón             | Al2O3                 | 400             |        |
| 10          | Diamante             | C                     | 1500            |        |

## Escala de Mohs
La escala de Mohs es una relación de diez minerales ordenados por su dureza, de menor a mayor. Se utiliza como referencia de la dureza de un material dado. Fue propuesta por el geólogo alemán en 1825 y se basa en el principio de que una sustancia cualquiera puede rayar a otras más blandas, sin que suceda lo contrario.
Mohs eligió diez minerales, a los que asignó un determinado número equiparable a su grado de dureza, estableciendo así una escala creciente. Empezó por el talco, que recibió el número 1, y terminó con el diamante, al que asignó el número 10. Cada mineral raya a los que tienen asignado un número inferior a él, y lo rayan aquellos que tienen un número superior al suyo.

### Tabla de dureza de Mohs
| Dureza | Mineral   | Se raya con / raya a                                            | Composición química    |
| ------ | --------- | --------------------------------------------------------------- | ---------------------- |
| 1      | Talco     | Se puede rayar fácilmente con la uña                            | Mg3Si4O10(OH)2         |
| 2      | Yeso      | Se puede rayar con la uña con más dificultad                    | CaSO4·2H2O             |
| 3      | Calcita   | Se puede rayar con una moneda de cobre                          | CaCO3                  |
| 4      | Fluorita  | Se puede rayar con un cuchillo de acero                         | CaF2                   |
| 5      | Apatita   | Se puede rayar difícilmente con un cuchillo                     | Ca5(PO4)3(OH-,Cl-,F-)I |
| 6      | Ortoclasa | Se puede rayar con una lija para el acero                       | KAlSi3O8               |
| 7      | Cuarzo    | Raya al vidrio                                                  | SiO2                   |
| 8      | Topacio   | Rayado por herramientas de carburo de wolframio                 | Al2SiO4(OH-,F-)2       |
| 9      | Corindón  | Rayado por herramientas de carburo de silicio                   | Al2O3                  |
| 10     | Diamante  | El material más duro en esta escala (rayado por otro diamante). | C                      |

El 16 de agosto de 2011, investigadores del Carnegie Institute of Technology hallaron un alótropo del carbono, más duro que el diamante, capaz de mantenerse estable en condiciones normales, aunque se obtenía a partir de un material formado por esferas de carbono-60, sometiéndolo a una presión de 320 000 atm.

## Ejemplos
A continuación se muestra una tabla con más materiales según la escala de Mohs. Algunos de ellos tienen una dureza entre dos de los minerales de referencia de la escala de Mohs. A algunas sustancias sólidas que no son minerales se les ha asignado una dureza en la escala de Mohs. Sin embargo, si la sustancia es en realidad una mezcla de otras sustancias, la dureza puede ser difícil de determinar o puede ser engañosa o carecer de sentido. Por ejemplo, algunas fuentes han asignado una dureza Mohs de 6 o 7 al granito, pero se trata de una roca formada por varios minerales, cada uno con su propia dureza Mohs (por ejemplo, el granito rico en topacio contiene: topacio —dureza 8—, cuarzo —dureza 7—, feldespato ortoclasa —dureza 6—, feldespato plagioclasa —dureza 6 a 6,5—, mica —dureza 2 a 4—).
| Dureza          | Sustancia |
| --------------- | --- |
| 0.2-0.4         | Cesio, potasio, rubidio |
| 0.5-0.6         | Litio, sodio, grafito |
| 1               | Talco |
| 1.5             | Estaño, plomo, hielo, todorokita, wakabayasilita, idrialita, dimorfita                                                                                              |
| 2               | Yeso, calcio, madera dura, hielo seco (forma sólida de dióxido de carbono)                                                                                          |
| 2-2.5           | Bismuto, plástico |
| 2.5             | Oro, plata, magnesio, zinc, perla, ámbar, marfil, uña, galena, linarita, ulexita, kinoita, cilindrita                                                               |
| 2.5-3           | Cobre, aluminio, calcocita, lignita |
| 3               | Calcita, torio, dentina, tiza, latón, bronce |
| 3.5             | Platino, adamita, estroncianita, roselita, ludlamita |
| 3.5-4           | Esfalerita |
| 4               | Fluorita, hierro, níquel, heazlewoodita |
| 4-4.5           | Acero ordinario |
| 4.5             | Conicalcita, duftita, colemanita, lindgrenita |
| 5               | Apatita, esmalte dental, circonio, obsidiana (vidrio volcánico) |
| 5-5.5           | Goethita |
| 5.5             | Cobalto, berilio, vidrio, perovskita, cromita, bavenita, agrellita                                                                                                  |
| 5.5-6           | Ópalo, turquesa, anatasa |
| 6               | Ortoclasa feldespato, titanio, uranio, rodio |
| 6-6.5           | Rutilo, pirita |
| 6.5             | Sílice, iridio, baddeleyita, cloritoida, berlinita, cuprospinel |
| 6.5-7           | Peridotita, jadeíta |
| 7               | Cuarzo (incluyendo amatista, cuarzo citrino), porcelana y bowieíta                                                                                                  |
| 7-7.5           | Granito |
| 7.5             | Tungsteno, circonio, euclasa, hambergita, grandidierita |
| 7.5-8           | Berilio (incluida la esmeralda y aguamarina) |
| 8               | Topacio, espinela, acero endurecido |
| 8.5             | Cromo, nitruro de silicio, carburo de tantalio, crisoberilo, tongbaite                                                                                              |
| 9               | Corindón (incluyendo rubí y zafiro), carburo de tungsteno, nitruro de titanio                                                                                       |
| 9-9.5           | Moissanita, carburo de silicio (carborundum), carburo de tantalio, carburo de circonio, carburo de berilio, carburo de titanio, boruro de aluminio, carburo de boro |
| 9.5-cerca de 10 | Boro, nitruro de boro, diboruro de renio (a-axis), diboruro de titanio, carburo de boro                                                                             |
| 10              | Diamante |

## Escala de Rosiwal
La escala de Rosiwal debe su nombre al geólogo austriaco August Karl Rosiwal. La escala Rosiwal basa su medición en valores absolutos, a diferencia de la escala de Mohs cuyos valores relativos son más apropiados para la investigación de campo (in situ).

### Tabla de valores Rosiwal
| Valor MOHS | Mineral   | Valor ROSIWAL | Valor ROSIWAL | Valor ROSIWAL | Valor ROSIWAL | Valor ROSIWAL | Valor ROSIWAL | Valor ROSIWAL | Composición química   |
| Dureza     | Mineral   | 1             | 10            | 100           | 1000          | 10000         | 100000        | 1000000       | Composición química   |
| ---------- | --------- | ------------- | ------------- | ------------- | ------------- | ------------- | ------------- | ------------- | --------------------- |
| 1          | Talco     | ####          |               |               |               |               |               |               | Mg3Si4O10(OH)2        |
| 2          | Yeso      | #######       | #             |               |               |               |               |               | CaSO4·2H2O            |
| 3          | Calcita   | #######       | #####         |               |               |               |               |               | CaCO3                 |
| 4          | Fluorita  | #######       | #####         |               |               |               |               |               | CaF2                  |
| 5          | Apatita   | #######       | ######        |               |               |               |               |               | Ca5(PO4)3(OH−,Cl−,F−) |
| 6          | Ortoclasa | #######       | #######       | ####          |               |               |               |               | KAlSi3O8              |
| 7          | Cuarzo    | #######       | #######       | #######       | #             |               |               |               | SiO2                  |
| 8          | Topacio   | #######       | #######       | #######       | ###           |               |               |               | Al2SiO4(OH−,F−)2      |
| 9          | Corindón  | #######       | #######       | #######       | #######       |               |               |               | Al2O3                 |
| 10         | Diamante  | #######       | #######       | #######       | #######       | #######       | #######       | ##            | C                     |

Mide en escala absoluta la dureza de los minerales. Se expresa como la resistencia a la abrasión medida en pruebas de laboratorio tomando como base el corindón con un valor de 1000.

Comparación entre las escalas de Mohs y de Knoop

## Escala de Knoop
El test de dureza de Knoop (pronunciado ku-nūp) es una prueba de microdureza, un examen realizado para determinar la dureza mecánica especialmente de materiales muy quebradizos o láminas finas, donde solo se pueden hacer hendiduras pequeñas para realizar el ensayo.
La prueba fue desarrollada por Frederick Knoop y sus colegas del National Bureau of Standards (actualmente National Institute of Standards and Technology) de Estados Unidos en 1939, y fue definido por el estándar de la ASTM D1474.